# ナツフジ
ナツフジ（夏藤、学名: Wisteria japonica または Millettia japonica）は、マメ科フジ属（またはナツフジ属）のつる性落葉木本。
和名は、夏に花を咲かせることから。ドヨウフジ（土用藤）ともいう。

## 形態・生態
つるは左巻きで、細い。
葉は奇数羽状複葉で、ほとんど無毛。縁が波打つ。托葉は宿存する。
花は淡黄白色の蝶形花で、総状花序が垂れ下がる。花期は7月 - 8月。
果実は豆果で、熟すと種子を飛ばす。

## 分布・生育地
日本固有種で、本州の関東地方南部以西に分布する。

## 人間との関わり
栽培されることもある。

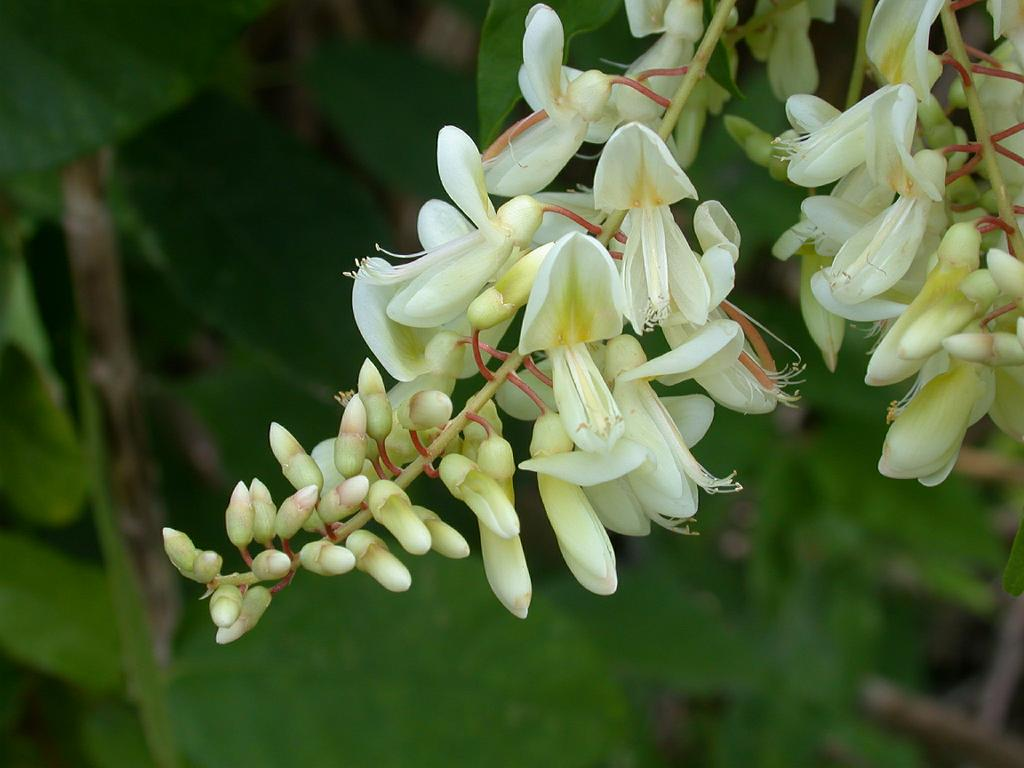
花序の拡大
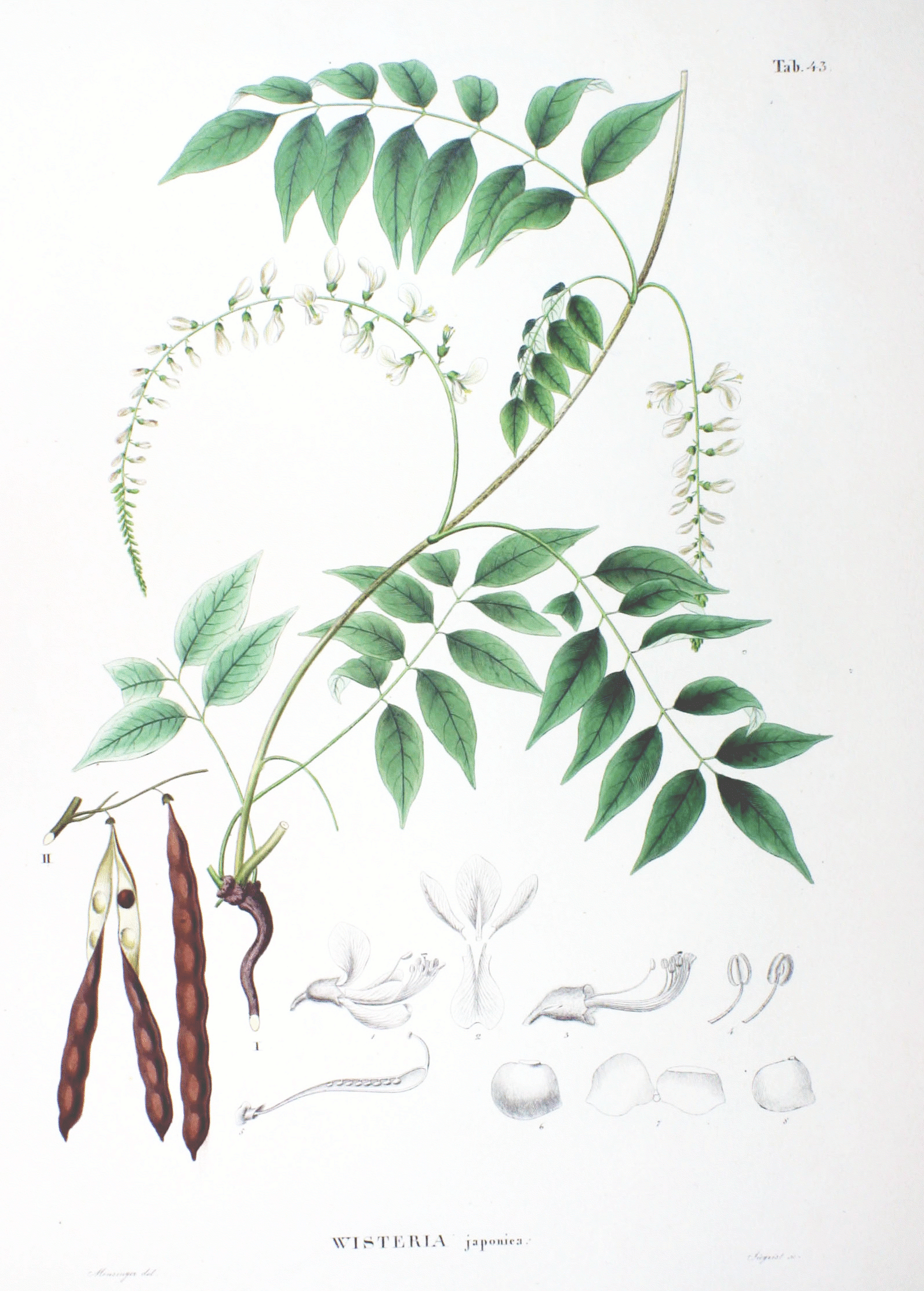
図版